# Droga wojewódzka 821
Die Droga wojewódzka 821 (DW 821) ist eine 14 Kilometer lange Droga wojewódzka (Woiwodschaftsstraße) in der polnischen Woiwodschaft Lublin, die Klementynów mit Ostrów Lubelski verbindet. Die Strecke liegt im Powiat Lubartowski.

## Streckenverlauf
Woiwodschaft Lublin, Powiat Lubartowski
-  Klementynów (DW 815)
- Tarło
- Tarło-Kolonia
- Kaznów
-  Ostrów Lubelski (DW 813)